# UNiDAYS
 (septembre 2021).
UNiDAYS est un site internet fondé en 2011 proposant des réductions et des offres aux étudiants de l'enseignement supérieur. Le site est disponible dans 114 pays, et requiert une vérification de l'e-mail universitaire pour accéder aux promotions. 
800 marques réparties en 5 catégories sont proposées sur UNiDAYS, aux 20 millions d'étudiants inscrits dans le monde.

## Historique
UNiDAYS a été fondé en 2011 à Nottingham au Royaume-Uni par Jon Hawley et Josh Rathour. Il n'était disponible initialement qu'au Royaume-Uni.
La société s'est étendue en 2012 en Australie, aux Etats-Unis en 2013 et au Japon et en Chine en 2018.
En 2018, plus de 3 milliards de dollars ont été dépensés par les étudiants sur UNiDAYS.